# Келіна
Келіна (рум. Călina) — село у повіті Вилча в Румунії. Входить до складу комуни Прундень.
Село розташоване на відстані 148 км на захід від Бухареста, 45 км на південь від Римніку-Вилчі, 54 км на північний схід від Крайови.

## Населення
За даними перепису населення 2002 року у селі проживала 1621 особа, з них 1618 осіб (99,8%) румунів. Рідною мовою 1620 осіб (99,9%) назвали румунську.